# 利貞
利貞（りてい）は、雲南に興った後理国の段智興の時代に使用された元号。1172年 - 1175年。

## 西暦との対照表
| 利貞 | 元年   | 2年    | 3年    | 4年    |
| 西暦 | 1172年 | 1173年 | 1174年 | 1175年 |
| 干支 | 壬辰   | 癸巳   | 甲午   | 乙未   |